# Hillsboro (Dakota del Nord)
Hillsboro è un centro abitato (city) degli Stati Uniti d'America, capoluogo della Contea di Traill, nello Stato del Dakota del Nord. Nel censimento del 2000 la popolazione era di 1 569 abitanti. La città è stata fondata nel 1881.
Hillsboro si trova nel centro della fertile Red River Valley. L'attività economica principale è quella legata all'agricoltura, e inoltre la città è cresciuta per la sua posizione a metà strada fra Fargo e Grand Forks.

## Geografia fisica
Secondo i rilevamenti dell'United States Census Bureau, la località di Hillsboro si estende su una superficie di 2,80 km², tutti occupati da terre.

## Popolazione
Secondo il censimento del 2000, a Hillsboro vivevano 1 569 persone, ed erano presenti 414 gruppi familiari. La densità di popolazione era di 548 ab./km². Nel territorio comunale si trovavano 727 unità edificate. Per quanto riguarda la composizione etnica degli abitanti, il 94,82% era bianco, lo 0,19% era afroamericano, il 2,05% era nativo, il 2,11% apparteneva ad altre razze e lo 0,83% a due o più. La popolazione di ogni razza ispanica corrispondeva al 4,93% degli abitanti.
Per quanto riguarda la suddivisione della popolazione in fasce d'età, il 25,2% era al di sotto dei 18, il 5,8% fra i 18 e i 24, il 25,7% fra i 25 e i 44, il 21,9% fra i 45 e i 64, mentre infine il 21,5% era al di sopra dei 65 anni di età. L'età media della popolazione era di 41 anni. Per ogni 100 donne residenti vivevano 94,6 maschi.